# كارل جيراسي
كارل جيراسي (بالألمانية: Carl Djerassi)‏ (و. 1923 – 2015 م) هو كيميائي، وكاتب، وأستاذ جامعي، وكاتب خيال علمي، وعالم من النمسا. ولد في فيينا. وكان عضواً في الجمعية الملكية، والأكاديمية الملكية السويدية للعلوم، والأكاديمية الأمريكية للفنون والعلوم، والأكاديمية الوطنية للعلوم، والأكاديمية الملكية السويدية للعلوم الهندسية .
توفي في سان فرانسيسكو، عن عمر يناهز 92 عاماً. بسبب سرطان .

## التعليم
تعلم في جامعة ويسكونسن-ماديسون، وكلية كنيون ‏، وTarkio College ‏

## جوائز
حصل على جوائز منها:
- قلادة بريستلي (1992)
- قلادة العلوم الوطنية الأمريكية في مجال التكنولوجيا والإبتكار (1991)
- جائزة وولف في الكيمياء (1978)
- ميدالية بيركن [الإنجليزية]‏ (1975)
- جائزة شيله [الإنجليزية]‏ (1972)
- ACS Award in Pure Chemistry [الإنجليزية]‏ (1958)
- جائزة ويليام بروكتر للإنجازات العلمية [الإنجليزية]‏
- الوسام النمساوي للعلوم والفنون [الإنجليزية]‏
- جائزة جيبس ويلارد [الإنجليزية]‏
- قلادة العلوم الوطنية الأمريكية
- ميدالية الشرف الفضية العظمى للخدمات المقدمة لجمهورية النمسا
- صليب القائد لنيشان استحقاق جمهورية ألمانيا الاتحادية.

## روابط خارجية
- كارل جيراسي على موقع IMDb (الإنجليزية)
- كارل جيراسي على موقع مونزينجر (الألمانية)